# أوليفر كراغل
اوليفير كراغل (بالألمانية: Oliver Kragl) (12 مايو 1990 بفولفسبورغ في ألمانيا - ) هو لاعب كرة قدم ألماني في مركز الوسط. لعب مع آينتراخت براونشفايغ ونادي فروسينوني ونادي فوجيا ونادي فولفسبورغ ونادي كروتوني وEintracht Braunschweig II ‏ ونادي رييد وSV Babelsberg 03 ‏ وVfB Germania Halberstadt ‏.

## وصلات خارجية
- هذه المقالة غير مرتبط بويكي بيانات